# Гилад, Зрубавель
Зрубаве́ль Гила́д (ивр. זרובבל גלעד‎, при рождении Зрубо́вел Хаим-Гершевич Гляс; 14 ноября 1912, Бендеры, Бессарабская губерния — 12 августа 1988, Эйн-Харод, Израиль) — израильский поэт; писал на иврите.

## Биография
Родился 14 ноября (по старому стилю) 1912 года в Бендерах, в семье Хаима-Герша Лейбусовича Гляса (1890—?), уроженца города Хенцины Келецкого уезда, и Хаи Берковны Бирбаер. У него была сестра-близнец Юдис. В 1922 году через Одессу семья перебралась в подмандатную Палестину, где поселилась в кибуце «Эйн-Харод».
В 1942—1948 годах был одним из боевых командиров «Пальмаха» (элитные подразделения еврейской военизированной организации Хагана), написал его гимн «Вокруг шумит гроза» (Мисавив Иехом hаСaap). С 1956 года — один из редакторов издательства «ха-Кибуц ха-Меухад». В 1981 году был удостоен премии имени Бялика.

### Поэзия
Автор восьми поэтических сборников, в том числе:
- 1950 — «Цветение сосен» (Прихат xa-Ораним),
- 1956 — «Зелёная река» (Нахар Ярок),
- 1960 — «Сияющий пепел» (Афар Нохер),
- 1970 — «Отражённый свет» (Ор Хозер),
- 1978 — «Дрозд» (xa-Кихли),

а также книг для детей.

### Проза
Проза Гилада включает беллетризованные воспоминания о детстве и юности в кибуце:
- 1954 — «Беседа на берегу» (Сиха аль xa-Xоф);
- 1978 — «Корни ручья» (Шоршей ха-Нахаль).

Он составил сборники:
- 1952 — «Маген баСетер» (об участии евреев Палестины в военных действиях Второй мировой войны),
- 1955 — «Книга Пальмаха» (Сефер hаПалмах)
- и другие[3].